# Associazione svizzera di sottufficiali

Stemmi della sezione di Bellinzona (Assubellinzona)

L'Associazione svizzera di sottufficiali è un'associazione d'arma dell'esercito svizzero.
Le prime società di sottufficiali apparvero in Svizzera durante il periodo 1830-1848. Furono create associazioni locali, prima a Zurigo nel 1839, poi a Sciaffusa nel 1841 e a Winterthur nel 1842. Il 14 maggio 1843, queste sezioni fondarono con i commilitoni di Turgovia una "Associazione di sottufficiali della Svizzera Orientale". In seguito alla riunione con le nuove sezioni create anche ad Argovia, Zugo e Basilea Campagna, venne creata a Baden, il 10 maggio 1846, una "Associazione svizzera di sottufficiali".
La guerra del Sonderbund, che rappresentò una sorgente di conflitti tra i sottufficiali delle nascenti associazioni, mise fine a questa prima associazione nazionale, della quale sopravvissero solo due sezioni, a Zurigo e a Lucerna. Nel 1856, avendo la Prussia fatto valere di nuovo i suoi diritti sul principato di Neuchâtel, il Consiglio federale non tardò a decretare la mobilitazione generale e fece occupare le frontiere nord e resero evidente la necessità di rafforzare la difesa nazionale.
Numerose società di sottufficiali furono fondate gli anni seguenti: Ginevra (1858), Losanna (1859), Berna (1860), Bellinzona (1861), Fleurier, Friborgo, Romont e Sion (1863), Morat (1864).
Il 29 maggio 1864, le sezioni di Lucerna, Berna, Zurigo, Ginevra, Losanna, Friborgo e Romont inviarono un proprio delegato per una riunione a Berna, ove fu decisa la creazione di una "Società federale di sottufficiali."
La prima assemblea generale della nuova associazione si tenne a Friborgo il 3 e 4 settembre 1864 alla presenza di tutte le delegazioni delle esistenti associazioni di sottufficiali.